# 保康県
保康県（ほこう-けん）は中華人民共和国湖北省襄陽市に位置する県。

## 行政区画
- 鎮:城関鎮、黄堡鎮、後坪鎮、竜坪鎮、店埡鎮、馬良鎮、歇馬鎮、馬橋鎮、寺坪鎮、過渡湾鎮
- 郷:両峪郷